# Col de Guéry
Le col de Guéry est un col routier situé dans le Massif central en France. À une altitude de 1 268 mètres, il se trouve en région Auvergne-Rhône-Alpes, dans le département du Puy-de-Dôme, au nord de la commune de Mont-Dore.
Il accueille un parking, un centre montagnard permettant la pratique des activités estivales et hivernales, un point de vue sur la vallée de Fontsalade et un point de départ pour des circuits de randonnée.

## Accès
Le col se trouve sur la route départementale 983.

## Géographie
Au sud-ouest du puy de l'Ouire (1 509 mètres), le col se trouve en limite de territoire des communes d'Orcival et de Perpezat dans le périmètre du parc naturel régional des volcans d'Auvergne. Environné par la forêt domaniale de Guéry, il est très proche du lac de Guéry, d'origine volcanique, à 1 244 m d'altitude.

## Activités

### Cyclisme
Le col de Guéry est accessible par quatre versants :
- au départ de La Bourboule, l'ascension, très roulante, propose 14,90 km à 2,8 % de pente moyenne. Les premiers kilomètres à faible pente longent la Dordogne, après le Mont-Dore, la route est la même que le col de la Croix-Morand ;
- depuis Orcival, la pente s'élève à 4,5 % de moyenne sur 8,40 km. Le début de l'ascension est difficile, jusqu'au hameau de Rouchaube. De là, les paysages se dévoilent au milieu des pâturages. Les derniers kilomètres sont boisés ;
- depuis Rochefort-Montagne, au cœur de la vallée de Fontsalade, la route grimpe en faux-plat jusqu'au hameau du Cros, puis serpente en sous-bois sous les roches Tuilière et Sanadoire, avant d'atteindre le col après 9,6 km d'effort à 4,3 % de moyenne ;
- depuis le pont de Chevalard, dans la commune de Vernines, via la D983. Cette ascension, très irrégulière (9,2 km à 2 %), est une succession de montées et de descentes sinueuses, et offre des vues sur la chaîne des Puys, les Combrailles et les monts Dore.

#### Tour de France
Le col figure au programme de trois étapes du Tour de France.
| Année | Étape | Km       | Versant            | Catégorie | Départ       | Arrivée                  | Coureur passé en tête au sommet |
| ----- | ----- | -------- | ------------------ | --------- | ------------ | ------------------------ | ------------------------------- |
| 2025  | 10e   | 113,5 km | Rochefort-Montagne | 2e        | Ennezat      | Puy de Sancy             | Lenny Martinez (FRA)            |
| 2023  | 10e   | 27,2 km  | Orcival            | 3e        | Vulcania     | Issoire                  | Wout Poels (NED)                |
| 2020  | 13e   | 62,5 km  | Orcival            | 3e        | Châtel-Guyon | puy Mary - pas de Peyrol | Pierre Rolland (FRA)            |

### Randonnée
Le sentier de grande randonnée 30, également dénommé « tour des Volcans et Lacs d'Auvergne », long de 198 km, passe au col.

### Protection environnementale
Par arrêté du 27 juillet 1973, le lac et ses abords jusqu'au col constituent un site classé de 145,44 ha.